# Farol da Ponta do Carapacho
O Farol da Ponta do Carapacho, também denominado como Farol da Ponta da Restinga, localiza-se na Ponta da Restinga, Carapacho, no extremo sueste da ilha Graciosa, nos Açores. Foi inaugurado a 26 de Maio de 1956.

## Características
Está implantado a 191 metros acima do nível médio do mar sobre a Ponta da Restinga, o extremo sueste da ilha Graciosa, dentro da Zona Especial de Conservação do Ilhéu de Baixo e Ponta da Restinga (Graciosa).
Com o número nacional 792 e o número internacional D-2670, é constituído por um pequeno edifício encimado por uma torre cilíndrica, de 14 metros de altura, com cúpula vermelha. Tem em anexo uma residência destinada ao faroleiro. As suas características técnicas são: Fl (2) W 10s 191m 15M, ou seja, os seus relâmpagos são brancos, em grupos de dois, e com período de 10 segundos, visíveis até 15 milhas náuticas. Dada a sua grande altitude, é comum ser avistado nas noites claras a partir da ilha Terceira, a mais de 50 milhas de distância.
O projecto é uma variante, reduzida, daquele que foi utilizado no hoje extinto Farol da Ponta dos Rosais, na ilha de São Jorge.